# Tauscher Gyula Ágoston
Tauscher Gyula Ágoston (Ercsi, 1833. január 8. – Ercsi, 1882. március 16.) orvos, botanikus.

## Élete
Ercsiben született, 1833, január 8-án. Apja az evangélikus vallású uradalmi orvos a szászországi Steinpleisből származott az Eötvös család ercsi birtokára. Anyja Petényi Amália  Lídia, Petényi János Salamonnnak, a magyar madártan első nagy egyéniségének testvére volt. A nyolcgyermekes család gyermekei közül azonban valószínű hatan érték meg a felnőttkort. 
Tauscher Gyula Ágoston Pesten végezte iskolai tanulmányait. Középiskolai éveiben gyűjtötte az első herbáriumi növényét. 1851-ben iratkozott be a pesti orvosegyetemre, amelyet egy szardíniai részvételével megszakított, az 1855/56-os tanévig két szigorlat kivételével befejezte tanulmányait. Az akkori orvosképzés szerves része volt a növénytan, melyet Gerendai Józseftől hallgatott az egyetemen. A természet iránti érdeklődés mellett a füvészet tanulmányozásához szükséges alapokat is megkapta. 1859-ben részt vett az Európa hatalmi viszonyait átrendező itáliai háborúban, ahonnan 1860-ban tért haza, ekkor tette le a kettő, elmaradt szigorlatát és 1861. június 23-án avatták általános orvossá. 1862-ben a Magyar Királyi Természettudományi Társulat január 15-i közgyűlése rendes tagjává választotta. Rövid ideig Tarnaörsön dolgozott, feltehetőleg az Orczy család birtokán. Később átvette apja munkáját és Ercsiben lett báró Sina Simon uradalmának orvosa. Megyei tiszteletbeli főorvos címmel is  kitüntették, valószínűleg a kolerajárvány felszámolásában szerzett érdemeiért. 1865-ben részt vett a pozsonyi Magyar Orvosok és Természetvizsgálók gyűlésén, itt megismerkedett Herman Ottóval is, akihez ezután egy ideig szoros barátság fűzte.
1866-ban majdnem fél évig betegeskedett, így házassági terveit is el kellett halasztania, s csak 1867-ben nősült meg. Edvi Illés Lajos uradalmi tiszttartó leányát, Franciska Augusztát vette feleségül, kitől 1872–1874 között három fia született. Tauscher az 1860-as években fordult komolyan a növénygyűjtés irányába. Müller, pesti patikustól megvásárolta Sadler József Flora Comitatus Pestiensis-ét, valamint számos, Sadler kortársaitól származó herbáriumi lapot, gyűjteménye 1869-re már közel 10000 darab volt. Felvette a kapcsolatot Hazslinszki Frigyessel, valamint Anton Joseph Kernerrel is, akitől nagyrészt tiroli növényekhez jutott, cserébe az általa gyűjtött anyagért. Kerner kérésére célzottan is próbált fajokat begyűjteni, mint például a Scilla amoena-t. Emellett Európa-szerte számtalan cserepartnerrel is levelezett, cserélt anyagot. Cserepartnereinek száma mintegy kétszázra rúgott. Gyűjtőútjai egy része más botanikusokkal, többek között Dorner Józseffel, Jurányi Lajossal, Simonkai Lajossal közösen történt. 
Korán, mindössze 49 évesen hunyt el tüdőbajban, 1882. március 16-án Ercsiben. Halála után, 1883-ban özvegye ismét házasságot kötött, ekkor a Nemzeti Múzeumnak eladták a herbáriumát, amely közvetlenül a Haynald-gyűjtemény előtt került be a múzeum Növénytárába.

## Munkássága
Tauscher Gyula Ágoston szorgalmas gyűjtőmunkája ellenére nem sok művet hagyott hátra: három rövid cikket írt az Österreichische Botanische Zeitschrift-ben. 
Csepel-sziget flórájáról gyűjtött anyaga Flora Exsiccata Csepelensis címen jelent meg. Ezeken kívül sajnos csak kéziratok maradtak hagyatékában. Ezek többsége herbáriumával kapcsolatos feljegyzés.
Egyik legjelentősebb felfedezése a ma fokozottan védett borzas macskamenta(Nepeta parviflora M. B.) megtalálása, amelyet az akkor még Ercsihez tartozó Göböljáráspusztai Bolondváron talált meg 1871-ben. Korára jellemző széles érdeklődését mutatják többek között az Erdélyi Múzeum Egyesületnek küldött bronzkori urnák, kitömésre szánt madarak, a Nemzeti Múzeumnak ajándékozott kézirat és érme is, de Ercsi őskori és római emlékeire is ő hívta fel Rómer Flóris, a magyar régészettudomány úttörőjének figyelmét, aki ercsi látogatásáról az Archeológiai Értesítőben közölt cikket 1875-ben.